# Кеннекук
Кеннекук (англ. Kennekuk; 1790 — 1852) — духовный и политический лидер племени вермилион, одной из двух групп народа кикапу, основатель синкретической религии, был также известен как Пророк кикапу. Хотя он призывал к миру с евроамериканцами, и нередко проповедовал учение всеобщего братства, его синкретическая религия не была универсальной. Иногда в политических целях он выдавал себя за христианина, но основанная им религия содержала культурный национализм, способствующий сохранению индейской идентичности. Некоторые потомки кикапу до сих пор следуют принципам его проповедей.

## Биография

### Ранние годы
Кеннекук родился в 1790 году в деревне кикапу, расположенной на берегу реки Уобаш. В юности он убил своего дядю в состоянии алкогольного опьянения и был изгнан из племени. Кеннекук поселился на окраине границы евроамериканских поселений и зарабатывал на жизнь случайными приработками. Через некоторое время его нанял католический священник. Когда Кеннекук проявил любопытство насчёт содержания религиозных книг, его работодатель начал его учить. Кикапу оказался способным учеником и священник предложил ему проповедовать среди соплеменников, чтобы искупить свой грех.
В 1815 году бывший изгнанник вернулся к своему народу. Он начал проповедовать учение, которое подчёркивало важность раскаяния, моральных реформ для возрождения кикапу и достижение личного спасения в грядущей жизни. Большую часть своей жизни он прожил в восточной части Центрального Иллинойса вдоль реки Вермилион.

### Учение пророка
Новая религия представляла собой синкретическое смешение древних ритуалов кикапу и католических элементов, присущих европейским поселенцам. Многие из его соплеменников, утомлённые войной и разочарованные провалом вооружённого сопротивления, проповедуемого Тенскватавой и возглавляемого Текумсе, были готовы следовать за Кеннекуком. Проповеди нового пророка существенно отличались от христианских — они содержали скрытый культурный национализм, смешанный с традиционными верованиями алгонкинов, но не подавляющий их.
Новые индивидуальные ритуалы включали утренний пост и многочисленные молитвы, воскресные службы с молитвой на ходу и церемониальным рукопожатием. Пророк кикапу и его последователи верили, что Иисус Христос, Дева Мария и святые были священными существами. Они соблюдали святые дни, но стремились к отпущению грехов не посредством исповеди или молитвы, а при помощи группового ритуала, проводимого по вечерам в пятницу, во время которого заблудшие рассказывали прихожанам о своих прегрешениях и подвергались публичной порке. Религиозные наставления и нравственные заповеди пророка имели целью не только спасение души, но и сохранение племенной целостности и идентичности перед угрозой наплыва белых людей.

### Борьба с переселением

Земли кикапу и других племён, выделенные для переселения, 1836 г.

В 1819 году американские власти вынудили кикапу подписать два договора, согласно которым, индейцы должны были покинуть свои земли в Иллинойсе и переселиться на гораздо меньшую территорию на реку Осейдж в Миссури. Договоры были заключены после того, как жаждущие земли жители Иллинойса успешно добились высылки всех индейцев штата. Кеннекук, ставший к тому времени не только духовным лидером, но и вождём, пытался избежать переселения. В переговорах с различными федеральными чиновниками и властями штата Иллинойс, он использовал разнообразные стратегии, чтобы помешать переселению. Чиновники Бюро по делам индейцев, понимая, что переселение будет значительно легче осуществить при поддержке пророка, нежели при его сопротивлении, согласились с отсрочкой. Губернатор Иллинойса Ниниан Эдвардс подвергал сомнению это решение, но администрация Джона Куинси Адамса поддержала его. Военный министр США Питер Портер написал письмо Эдвардсу, советуя ему проявить терпение, заверив его, что к маю 1828 года Кеннекук устроит переселение оставшихся кикапу.
Пророк старался убедить своих белых соседей, что отныне кикапу трудолюбивые и мирные люди, не представляют угрозы для евроамериканцев, и следует разрешить им остаться на реке Вермилион в Иллинойсе. На протяжении следующих нескольких лет он продолжал доказывать, что подходящее время для переселения ещё не настало, обещая способствовать переезду своих людей на Запад, когда получит соответствующее послание от Великого Духа. Принятие закона о переселении индейцев усилило давление на все оставшиеся к востоку от Миссисипи индейские племена, но Кеннекук продолжал успешно противостоять попыткам изгнать его племя.
В 1832 году вспыхнула Война Чёрного Ястреба, которая возобновила требования выселить всех индейцев на Запад. Люди пророка не участвовали в ней, однако предоставили убежище некоторым саукам и фоксам, после чего, политики Иллинойса потребовали их изгнания. 24 октября 1832 года Кеннекук с большой неохотой подписал договор Кастор-Хилл, который, в соответствии с положениями акта о переселении индейцев, заставлял вермилион-кикапу покинуть Иллинойс. По тому же договору, вторая ветвь племени, прерийные кикапу, ранее депортированная в Миссури, также переселялась на Запад.
Как и множество раз прежде, Кеннекук просил больше времени для переселения, но теперь, после подписания договора, его попытки были бесполезны. В начале 1833 года вермилион-кикапу, к которым присоединились около сотни потаватоми, следовавших новой религии пророка, пересекли реку Миссисипи, чтобы поселиться в Канзасе недалеко от форта Ливенворт.

### Поздние годы
Многочисленные миссионеры, посещающие земли индейцев, оказались неспособны поколебать веру кикапу в своего пророка. Отринув традиционную систему ценностей, измерявшую добродетель мужчин искусством воина и удачливостью охотника, Кеннекук требовал, чтобы мужчины работали в поле. Вопреки тому, что правительство США не смогло своевременно обеспечить им обещанную поддержку, фермы кикапу процветали. Кеннекук отразил попытку американских властей изгнать его последователей из числа потаватоми и завоевал федеральное признание их в качестве кикапу.
Лидер вермилион-кикапу скончался в 1852 году в Канзасе во время эпидемии оспы.